# 굿모닝 맨하탄
《굿모닝 맨하탄》(힌디어: इंग्लिश विंग्लिश, 영어: English Vinglish)은 2012년 개봉된 인도의 코미디 드라마 영화이다.

## 줄거리
라두를 만들어 파는 일을 하는 가정주부 '샤시'는 영어를 전혀 할줄 모른다. 영어가 표준어이기도 한 인도에서 샤시는 영어를 잘 하는 가족들에게 둘러싸여 영어를 못해서 가끔 가족들에게 무시를 당한다. 어느 날 샤시는 뉴욕에서 열리는 언니 결혼식에서 음식 준비를 도우기 위해 가족들보다 4주 먼저 미국으로 떠난다. 하지만 카페에서 영어로 주문을 하지 못해 곤란을 겪고, 샤시는 우연히 버스 광고를 보게 되어 영어학원에 등록한 다음 영어공부를 시작한다. 샤시는 같은 반 학생들과 함께 영어를 공부하며 어머니나 아내로서가 아닌, 자기 자신으로써의 자신감을 되찾는다. 그런데 영어 수업의 최종 날짜가 변경되면서 조카의 결혼식 준비와 겹치고 만다. 샤시는 학생으로서 영어 수업의 최종 시험에 참가할지, 이모로서 조카의 결혼식 준비를 도울지 둘 중의 하나를 선택해야 하는 상황에서 갈등을 겪는데.......

## 배역
- 스리데비 - 샤시
- 아딜 후세인 - 사티쉬
- 술라바 데쉬빤데 - 사티쉬 엄마
- 나비아 코티아 - 사프나(딸)
- 쉬반쉬 코티아 - 사가르(아들)
- 수잣타 꾸마르 - 마누(샤시의 언니
- 미라-  닐루 소디(결혼하는 샤시의 조카)
- 프리야 아난드 - 라다(샤시의 조카)
- 메흐디 네보 - 로랑

## 한국어 더빙 성우진(KBS)
- 송도영 - 샤시(스리데비)
- 홍진욱 - 사티쉬(아딜 후세인)
- 최문자 - 마누(수자타 쿠마)
- 임수아 - 마지(술라바 데쉬판데)
- 오수경 - 미라(닐루 소디)
- 오인실 - 사가(쉬반쉬 코티아)
- 신송이 - 라다(프리야 아난드)
- 배진홍 - 사프나(나비아 코티아)
- 유해무 - 빈센트(아쉬윈 매튜)